# Bacarra
Bacarra là một đô thị hạng 3 ở tỉnh Ilocos Norte, Philippines. Theo điều tra dân số năm 2007, đô thị này có dân số 31.485 người trong 6.289 hộ.

## Các đơn vị hành chính
Bacarra được chia ra 43 barangay.
| - Bani - Buyon - Cabaruan - Cabulalaan - Cabusligan - Cadaratan - Calioet-Libong - Casilian - Corocor - Duripes - Ganagan - Libtong - Macupit - Nambaran - Natba | - Paninaan - Pasiocan - Pasngal - Pipias - Pulangi - Pungto - San Agustin I - San Agustin II - San Andres I - San Andres II - San Gabriel I - San Gabriel II - San Pedro I - San Pedro II | - San Roque I - San Roque II - San Simon I Brgy# 4 - San Simon II - San Vicente - Sangil - Santa Filomena I - Santa Filomena II - Santa Rita - Santo Cristo I - Santo Cristo II - Tambidao - Teppang - Tubburan |